# Ледерер, Пепи
Пепи Ледерер (англ. Pepi Lederer), урождённая Жозефина Роуз Ледерер (англ. Josephine Rose Lederer; 18 марта 1910, Чикаго, Иллинойс — 11 июня 1935, Лос-Анджелес, Калифорния) — американская актриса и писательница. Она была племянницей актрисы и филантропа Мэрион Дэвис. Живая и энергичная молодая женщина, Ледерер была открытой лесбиянкой, у которой были отношения с актрисами Луизой Брукс и Ниной Мэй МакКинни.

## Семья и ранние годы
Жозефина Роуз Ледерер родилась в Чикаго в 1910 году. Ледерер была дочерью Рейн Дэвис (урождённой Дурас) — театральной актрисы и сестры Розмари и Мэрион Дэвис — и её первого мужа Джорджа Ледерера, бродвейского продюсера и режиссёра. У неё был младший брат Чарльз (известный как «Чарли»), который впоследствии стал известным сценаристом. С раннего детства Ледерер получила прозвище «Пеппи» из-за её энергичного характера; в возрасте 18 лет она изменила написание на «Пепи» и официально приняла его в качестве своего имени.
Из-за алкоголизма её матери о Ледерер и её брате заботилась их тетя Мэрион Дэвис. Они вместе жили в роскошном поместье Дэвис в Беверли-Хиллз. Мать Ледерер Рейн, которая время от времени появлялась без приглашения, всегда обвиняла Дэвис в том, что она «украла у неё детей». Когда Дэвис стала любовницей издательского магната Уильяма Рэндольфа Херста, Ледерер и её брат переехали с Дэвис, чтобы жить в замке Херста, где она провела большую часть своей ранней юности в бурные двадцатые.
Поскольку Ледерер была «единственной фиксированной реальностью в бесконечной процессии знаменитостей» в замке Херст, она часто нарушала правила, установленные Херстом и Дэвис в отношении надлежащего приличия, и обычно оставалась безнаказанной. Она часто разыгрывала гостей Херста, например, крала «накладную грудь» актрисы Клер Виндзор и рыжий парик писательницы Элинор Глин, пока они спали. Ей якобы нравилось придумывать диковинные истории о событиях в замке Херста, и эти истории были помещены в колонку сплетен Луэллы Парсонс, к большому раздражению Херста. Хотя Херст и Дэвис серьёзно отнеслись к амбициям её брата Чарльза и призвали его продолжить карьеру, они менее серьёзно относились к амбициям Ледерер стать актрисой. Тем не менее, Дэвис обеспечила роль своей племяннице в её фильме 1927 года «Прекрасная студентка». Ледерер была опустошена, когда её роль была вырезана из фильма. Её реакция удивила Дэвис, которая всё ещё считала актёрские амбиции Ледерер мимолётными. Дэвис пообещала дать Ледерер ещё одну роль в грядущем фильме, но её актёрская карьера в конечном итоге будет состоять только из нескольких небольших ролей в фильмах Дэвис, таких как флэппер в «Картонном любовнике» (1928).
В декабре 1929 года Ледерер расстроила Дэвиса и Херста после того, как общий знакомый сказал им, что она была вовлечена в сексуальные отношения с афроамериканской актрисой Ниной Мэй МакКинни. Дэвис и Херст отправили Ледерер в Нью-Йорк, где она жила одна в квартире и продолжала вести свой гедонистический образ жизни. Вскоре она подружилась с опальной актрисой Альмой Рубенс, и, как утверждается, они обе пристрастились к наркотикам, в том числе к героину и морфию. (Рубенс умерла годом позже, в январе 1931 года).
В конце марта 1930 года, ещё находясь в Нью-Йорке, Ледерер обнаружила, что беременна. По совету тёти она сделала аборт, но у неё возникли осложнения, которые впоследствии вызвали серьёзные проблемы со здоровьем. Позже выяснилось, что знакомый мужчина изнасиловал пьяную Ледерер, когда отвёз её домой в канун Нового 1929 года.

## Дальнейшие годы и смерть
После выздоровления от аборта Ледерер поехала со своей тётей и Уильямом Рэндольфом Херстом в Европу в 1930 году. Во время пребывания в Англии Ледерер убедила Херста нанять её для работы писателем в одном из его журналов «The Connoisseur». Ледерер нравилась эта работа, и она останется в Лондоне на следующие пять лет. Ей дали щедрое пособие от Дэвис и Херста. Позже Ледерер сказала своей подруге Луизе Брукс, что она была счастлива, живя в Лондоне, и впервые в жизни почувствовала, что она сама по себе.
В апреле 1935 года Ледерер вернулась в Соединённые Штаты со своей новой девушкой Моникой Моррис, с которой познакомилась в Лондоне. Пара впервые прибыла в Нью-Йорк, где они остановились в номере Уильяма Рэндольфа Херста в Риц-тауэр. Через несколько недель они уехали в Лос-Анджелес, где остановились в особняке Мэрион Дэвис в Беверли-Хиллз на Лексингтон-роуд. Дэвис и Херст остались в Сан-Симеоне, но, что было необычно, не связались с Ледерер и не пригласили её ни на какие вечеринки в Сан-Симеоне.
В результате либо её обострения наркомании, либо её скандальных романтических отношений с Моррис Дэвис и Херст принудительно поместили Ледерер в психиатрическое отделение больницы Доброго самаритянина в конце мая 1935 года. 11 июня 1935 года Ледерер умерла, выпрыгнув из окна шестого этажа своей больничной палаты. Ей было 25 лет. Ледерер похоронена на кладбище Hollywood Forever в Лос-Анджелесе.